# Nagroda Erniego
Nagroda Erniego – australijska antynagroda przyznawana corocznie od 1993 roku za wypowiedzi lub działania, które przyznające ją środowisko uznało za mizoginiczne. Nazwa nagrody nawiązuje do imienia byłego sekretarza Australijskiego Związku Robotniczego Erniego Ecoba, znanego z komentarzy ocenianych jako wrogie wobec kobiet. Wręczanie nagród zainaugurowano dla uczczenia jego rezygnacji z członkostwa w Radzie Pracowniczej Nowej Południowej Walii.
Corocznie ok. 400 kobiet gromadzi się na uroczystym obiedzie, by wyłonić zwycięzców w poszczególnych kategoriach. Mizoginiczne wypowiedzi zostają kolejno odczytane na głos. Zwycięzcą zostaje autor najgłośniej wybuczanego komentarza.

## Kategorie nagród
- Złoty Ernie – nagroda główna
- Srebrny Ernie – druga nagroda przyznawana w dziedzinie mediów, polityki, prawa i przemysłu
- Fred – nagroda w dziedzinie kościelnej, kuchennej i celebryckiej
- Warnie (od nazwiska Shane’a Warne’a) – za mizoginiczny komentarz sportowy
- Dobry Ernie – dla mężczyzn, którzy się poprawili
- Clinton – dla recydywistów w wygłaszaniu mizoginicznych komentarzy
- Elaine – dla kobiet, których wypowiedzi nie pomagają siostrzeństwu (od imienia Elaine Nile)

Jak wskazuje Meredith Burgmann kategorie Nagrody Erniego ewoluowały przez lata.

## Laureaci Złotego Erniego i ich nagrodzone wypowiedzi
- 1993: Joe de Bruyn, sekretarz krajowy Shop, Distributive and Allied Employees Association: „Wszystkie subsydia na opiekę nad dziećmi powinny być zlikwidowane i przekazane kobietom, które zostały w domu by zająć się swoimi dziećmi”;
- 1994: Terry Griffiths, członek Zgromadzenia Ustawodawczego Południowej Walii w odpowiedzi na oskarżenia o molestowanie seksualne swoich podwładnych: „Jestem szczerze przekonany, że moje zachowanie miało charakter rodzinny. One są jak moje dzieci. Jestem dotykaczem... Mam nawyk dotykania ludzi. Jestem staroświecki”;
- 1995: sędzia John Gallop, Sąd Najwyższy Australijskiego Terytorium Stołecznego, po nałożeniu kaucji na mężczyznę, który zgwałcił 12-letnią dziewczynkę: „Nasze więzienia pękałyby w szwach, gdybyśmy zamykali wszystkich, którzy to zrobili”;
- 1996: sędzia Ron Gething z Australii Zachodniej, po uniewinnieniu mężczyzny z zarzutu nękania kobiety przez siedem lat: „Nie sądzę by on ją zastraszał, on był po prostu wytrwały. On był jak mały szczeniaczek machający ogonem”;
- 1997: Michael Knight, sekretarz stanu Nowej Południowej Walii ds. igrzysk olimpijskich, po wskazaniu że początkowo nie było żadnych kobiet w Komitecie Organizującym Letnie Igrzyska Olimpijskie 2000: „Nominacje są przyznawane według kryterium kompetencji, a nie płci”;
- 1998: sędzia Nigel Clarke, Sąd Okręgowy Australii Zachodniej, po zasądzeniu dwóch lat w zawieszeniu dla mężczyzny, który molestował seksualnie swoją córkę: „Folgowanie sobie jest przyjemną i zaspokajającą ciekawość dziewczynki działalnością”;
- 1999: sędzia nr 1 w sprawie rozpatrywanej przez Komisję Sędziowską: „Kobiety powodują mnóstwo problemów przez utyskiwanie, zrzędzenie i krzywdzenie emocjonalne mężczyzn. Mężczyźni nie mogą bronić się zrzędzeniem z powodów hormonalnych i często muszą uciekać się do przemocy”;
- 2000: Nick Bideau, były trener i partner Cathy Freeman: „Nigdy nie odwróciłem się od Cathy... niezależnie od tego jak gruba była w roku 1997, a nawet 1998”;
- 2001: premier John Howard za stwierdzenie, że w Australii nie ma odpowiedniej kobiety na stanowisko gubernatora generalnego;
- 2002: George Pell, katolicki arcybiskup Sydney: „Aborcja jest gorszym skandalem moralnym niż wykorzystywanie seksualne młodych ludzi przez księży”;
- 2003: Stellar Call Center za obniżenie pensji ciężarnej kobiecie, z powodu jej zbyt częstych wizyt w toalecie;
- 2004: browar Tooheys za slogan reklamowy „Chłopaki, jeśli wygracie, możecie mieć nasze siostry”;
- 2005: szejk Feiz Mohammad, islamski duchowny: „Co minutę mamy na świecie nową ofiarę gwałtu. Dlaczego? Może ona winić tylko siebie. Wystawiła swoją urodę na pokaz wobec całego świata. Bluzki bez ramiączek, pleców, rękawów, satanistyczne spódniczki, przezroczyste bluzki, minispódniczki, obcisłe dżinsy... by prowokować mężczyznę i odwoływać się do jego zwierzęcej natury”;
- 2006: firma P&O Cruises za slogan reklamowy: „Więcej dziewczyn, więcej słońca, więcej zabawy. Facet nie musi wiedzieć nic więcej!” oraz „Seamen wanted!” (nieprzetłumaczalna gra słów, odnosząca się do nasienia – semen);
- 2007: Bill Heffernan, senator z Nowej Południowej Walii, za stwierdzenie że polityk Julia Gillard nie może przewodzić krajowi, gdyż jest „rozmyślnie bezpłodna”;
- 2008: John Molony za wezwanie „pokrzywdzonych estetycznie kobiet” do przeprowadzki do prowincjonalnego miasteczka górniczego Mount Isa w Queensland, którego jest burmistrzem;
- 2009: pastor Danny Nalliah za wskazanie prawa regulującego aborcję w Wiktorii jako przyczyny pożarów buszu w Wiktorii w 2009 roku;
- 2010: studenci St Paul’s College za utworzenie na Facebooku grupy „Define Statutory” propagującej gwałcenie kobiet przez mężczyzn.

## Nagrodzeni w 2010 roku
- Złoty Ernie – studenci St Paul’s College za utworzenie na Facebooku grupy „Define Statutory” propagującej gwałcenie kobiet przez mężczyzn;
- Srebrny Ernie w dziedzinie mediów – magazyn FHM za quiz „Czy jesteś dla niej wystarczająco męski?”, przyznający 10 punktów męskości za „odbycie stosunku seksualnego z kobietą, która nie chciała uprawiać seksu"
- Srebrny Ernie i Clinton w dziedzinie polityki – Tony Abbott za wypowiedź „Jest to coś co gospodynie domowe w Australii muszą zrozumieć tak, jak prasowanie”;
- Dobry Ernie – Stephen Mayne, założyciel crikey.com.au, za wezwanie do prawnego przeciwdziałania męskiej dominacji w zarządach spółek publicznych;
- Elaine – Genevieve Jacobs, dziennikarka Radio ABC za zadanie pytania: „Czy nie czujesz się winna, że inni zajmują się twoimi dziećmi?”;
- Warnie – trener rugby Andrew Johns za nazwanie zawodniczki Greg Inglis „czarną c**ą”[2].